# Internazionali d'Italia 1990
Gli Internazionali d'Italia 1990 sono stati un torneo di tennis giocato sulla terra rossa. 
È stata la 47ª edizione degli Internazionali d'Italia, che fa parte della categoria ATP Super 9 nell'ambito dell'ATP Tour 1990,
e della Tier I nell'ambito del WTA Tour 1990. 
Sia che il torneo maschile che quello femminile si sono giocati al Foro Italico di Roma in Italia.

## Campioni

### Singolare maschile
Thomas Muster ha battuto in finale  Andrej Česnokov con il punteggio di 6–1, 6–3, 6–1

### Singolare femminile
Monica Seles ha battuto in finale  Martina Navrátilová con il punteggio di 6–1, 6–1

### Doppio maschile
Sergio Casal /  Emilio Sánchez hanno battuto in finale  Jim Courier /  Martin Davis con il punteggio di 7–6, 7–5

### Doppio femminile
Helen Kelesi /  Monica Seles hanno battuto in finale  Laura Garrone /  Laura Golarsa con il punteggio di 6–3, 6–4